# Зилупе

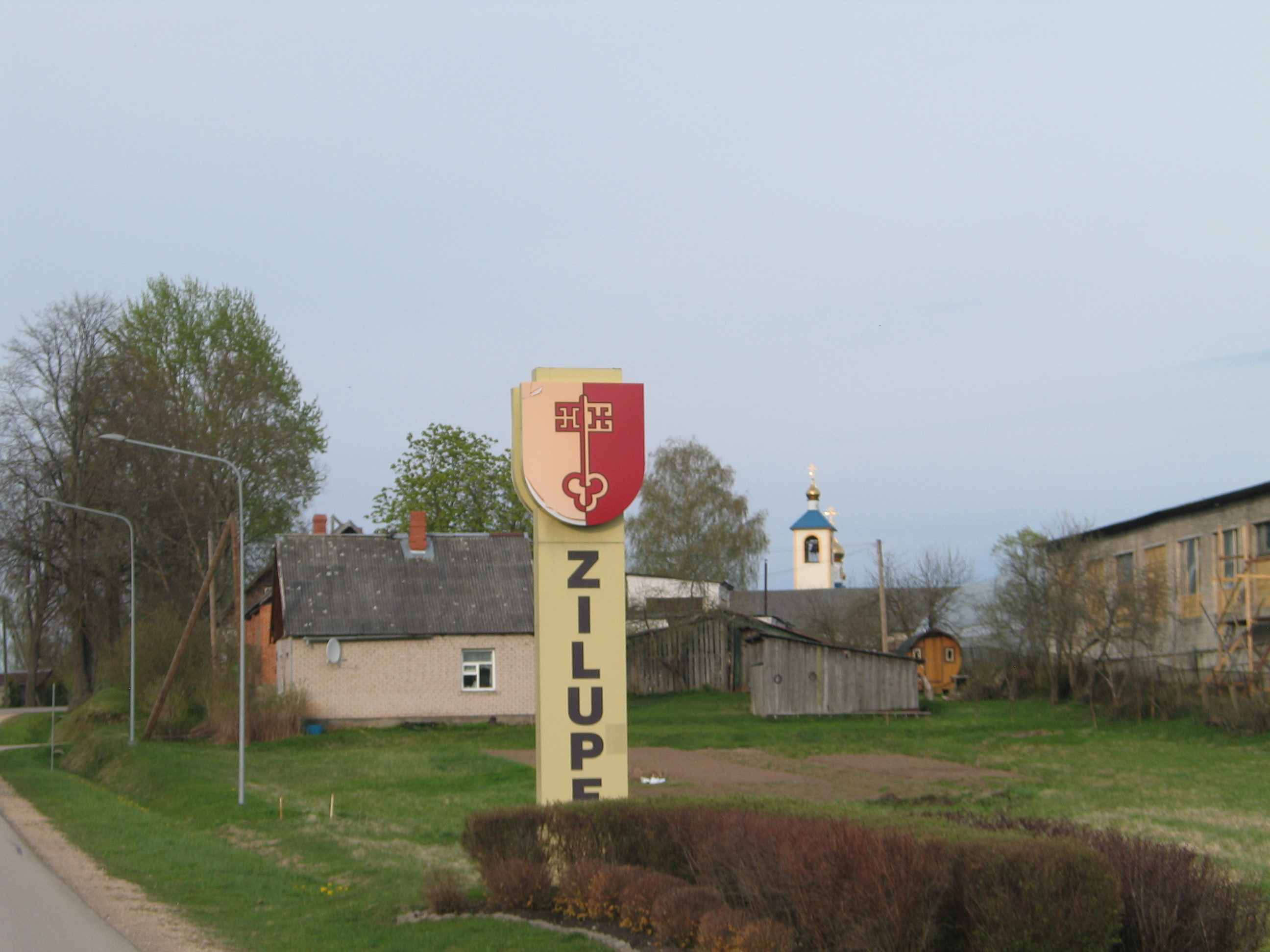
Знак на въезде в город

Зи́лупе (латыш. Zilupeо файле; до 1931 года — Ро́зеново, латг. Sīnuoja) — самый восточный город Латвии, находится в составе Лудзенского края. Расположен в верхнем течении реки Зилупе (другое название — Синяя), в 55 км к востоку от города Резекне и в 3 км от границы с Псковской областью России.

## История
Основан в 1900 году как посёлок при железнодорожной станции Розеновская на линии Москва — Виндава. Название связано с тем, что станционный комплекс был выстроен на земле, отчуждённой у барона Розена.
Старейшее здание города находится на ул. Бривибас, 18. Вначале там размещалась почта, позднее (с 1900 года) — железнодорожная школа, затем музыкальная школа. В 1912 году было построено деревянное здание для основной школы. В 1920 году, после обретения независимости Латвии, Розеново переименовали в Зилупе. Здесь находились гарнизон пограничной охраны, таможня, рота солдат 9-го Резекненского полка. В 1925 году возвели новое каменное здание для школы — в его открытии участвовал Янис Райнис.
В 1931 году Зилупе получил статус города, а в 1938 году — герб, в котором отразилась идея пограничного города: щит золотого и красного цветов с находящимся на нём ключом.
Жители в то время в основном занимались торговлей, сельским хозяйством и мелкими мастеровыми работами. Имелись вальцовая мельница, пилорама, электростанция, мастерская по обработке шерсти. Путешественников принимали гостиница и трактир, чайные, действовал буфет на вокзале. Одним из объектов туризма были ворота на границе Латвии и СССР.
В советское время город был известен благодаря производству металлических изделий (детские санки и товары широкого потребления), которые выпускались в местном цехе лудзенского завода «Металлист». В городе работали швейные и трикотажные мастерские, пекарня.
В 1949—1959 годах Зилупе был районным центром; позднее, до 1 июля 2009 года, город входил в состав Лудзенского района, а с 2009 года и до административной реформы 2021 года являлся центром Зилупского края.
После восстановления независимости Латвии Зилупе стал приграничным городом, а ближайший к нему пограничный переход Терехово — основным на транзитном коридоре из Европы в Россию. Это позволило развивать в крае предпринимательство, связанное с транзитным бизнесом. Большой транзитный поток создал повышенную нагрузку на инфраструктуру края, очереди на границе достигали 15 километров. Это приводило к забастовкам водителей, которые перекрывали трассу с требованием прислушаться к их нуждам.

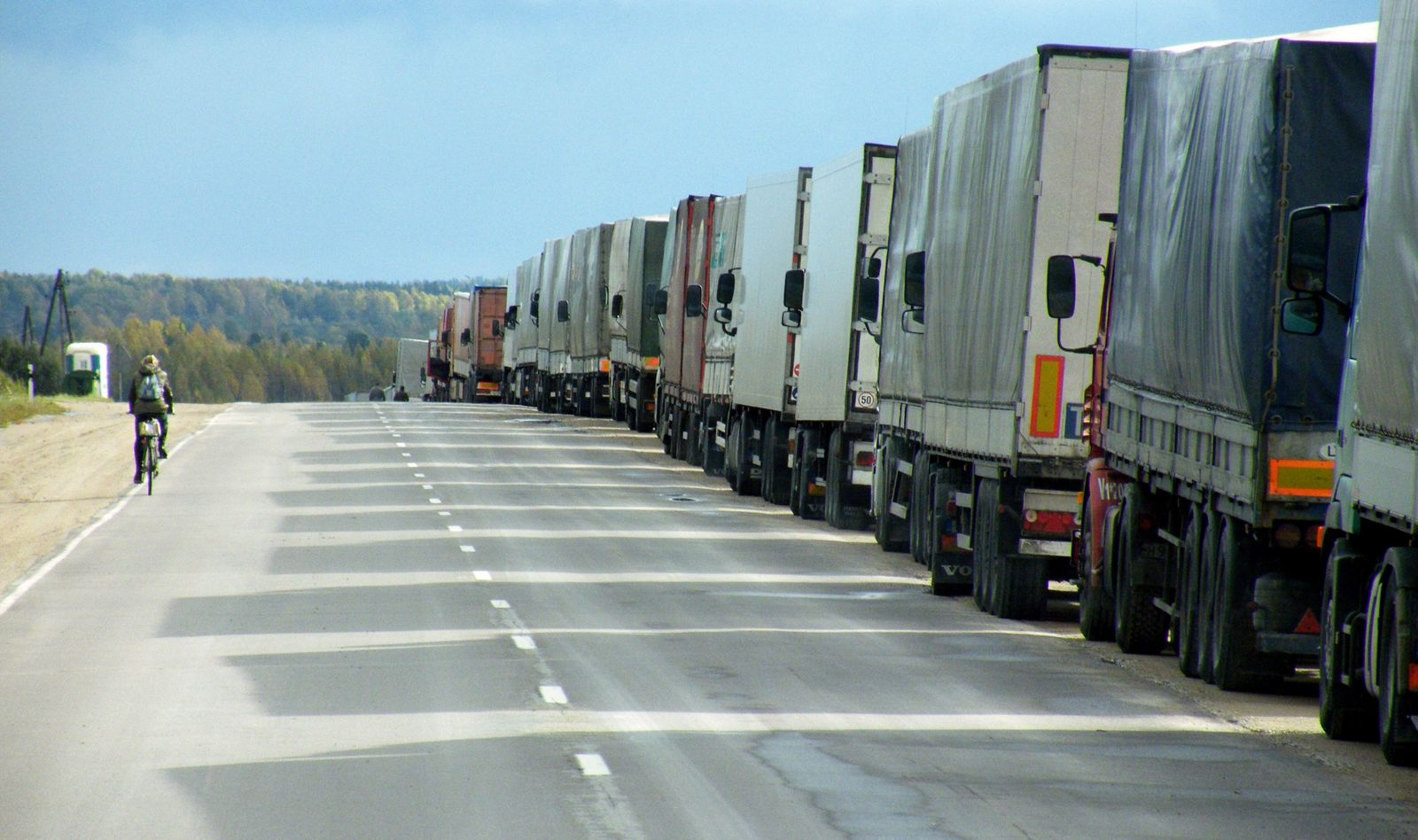
Очередь грузовиков на дороге к российской границе недалеко от Зилупе

После экономического кризиса 2008 года, несмотря на высокую безработицу, город полностью приведен в порядок, улицы и городские объекты отремонтированы. Уже в 2008 году был капитально отремонтирован детский сад, что сразу привлекло туда детей, количество которых выросло с 20 до более чем 100. Благодаря усилиям самоуправления жители могут получать на месте медицинскую помощь, в городе есть сильная средняя школа с программой для нацменьшинств и преподаванием части предметов на русском языке. В Зилупе — новый стадион, музыкально-художественная школа, отремонтированная библиотека.
Зилупе своими силами провело реконструкцию теплосетей, объединив их воедино и отапливая «биотопливом» — дровами. Благодаря этому город удерживает самый низкий в стране тариф на отопление. Создан пансионат для престарелых, так как население стареет, а молодёжь уезжает и стариков с собой не берёт.
Зилупе привлекает европейское финансирование для развития инфраструктуры и социально-культурных объектов, вкладывая в них и свои небольшие средства.

### Руководство города
Многие годы во главе города стоит Олег Агафонов, избираемый с большим перевесом c 2005 года, когда Партия народного согласия, к которой он принадлежал, получила больше половины голосов избирателей (668), а он лично 417 «плюсов» — знаков поддержки.
Агафонова периодически обвиняли в недостаточном владении латышским языком, проверку проводил Центр государственного языка, обязавший мэра Зилупе пройти курсы и сдать экзамены по латышскому. Сам Олег Петрович указывал на то, что 90 % населения его края говорит по-русски, и если он будет обращаться к нему по-латышски, его могут и не понять.

## Население

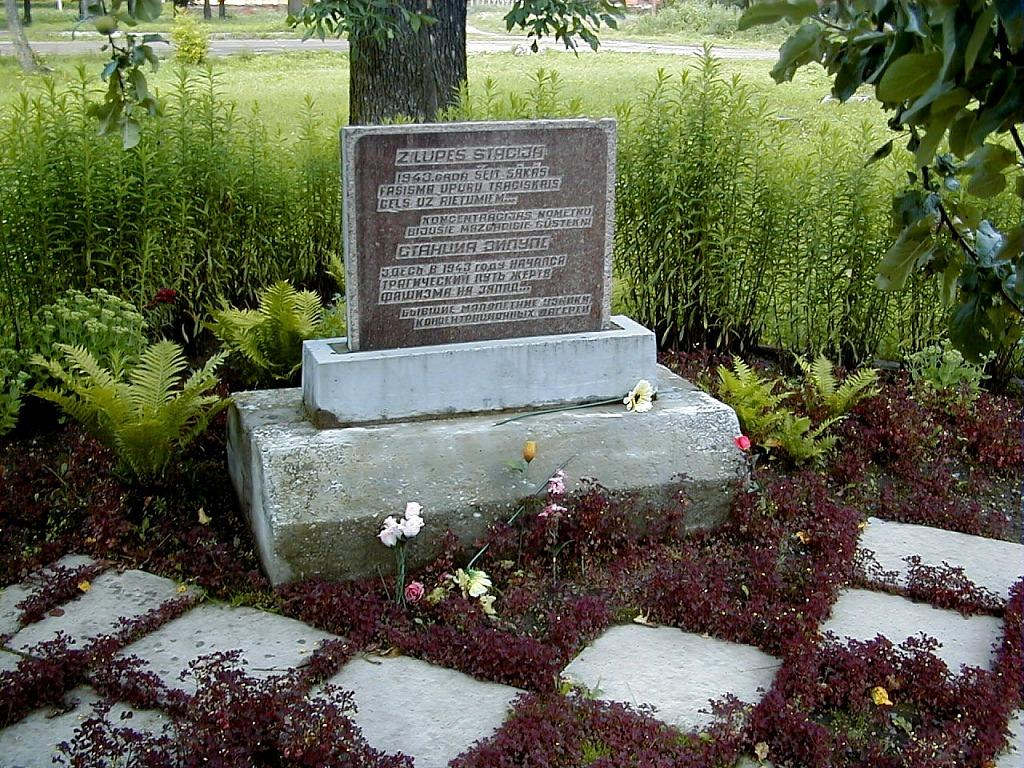
Памятник жертвам фашизма у железнодорожной станции Зилупе

С 1903 года здесь было разрешено селиться евреям. К 1914 году в Розеново насчитывалось около 1000 жителей иудейского вероисповедания. В 1912 году в посёлке построена синагога. В 1923 году открыта еврейская основная школа. В 1930 году в посёлке проживало около 500 евреев, они составляли 70 % населения. В 1931 году Розеновский посёлок был объединён с близлежащими населёнными пунктами, образовав город Зилупе. После этого доля евреев сократилась, в 1935 году их насчитывалось 471 человек (30 % жителей).
В настоящее время в городе преобладает русскоязычное население. В последние десятилетия население уменьшается по причине естественной убыли и миграционного оттока.
- 2001 год — 1965 чел.
- 2002 год — 1956 чел.
- 2004 год — 1890 чел.

Этнический состав по данным на 2001 год:
- русские — 60 % (1179 чел.)
- латыши — 18 % (254 чел.)
- белорусы — 12 % (236 чел.)
- прочие — 10 % (118 чел.)

Этнический состав по данным на 2008 год:
| Национальность | Численность | %      |
| -------------- | ----------- | ------ |
| Русские        | 1457        | 54,9 % |
| Латыши         | 626         | 23,6 % |
| Белорусы       | 417         | 15,7 % |
| Другие         | 118         | 5,8 %  |

Этнический состав по данным переписи населения 2011 года:
| Национальность | Численность | %        |
| -------------- | ----------- | -------- |
| Русские        | 933         | 56,27 %  |
| Латыши         | 448         | 27,02 %  |
| Белорусы       | 171         | 10,31 %  |
| Поляки         | 40          | 2,41 %   |
| Украинцы       | 25          | 1,51 %   |
| Всего          | 1658        | 100,00 % |

## Транспорт

### Автодороги
Огибая Зилупе, в нескольких сотнях метров от границы города, проходит автомагистраль A12 Екабпилс — Резекне — Лудза — граница России (пограничный переход Терехово), являющаяся частью европейского маршрута E 22. К городу подходит региональная автодорога P52 Зилупе — Шкяуне — Эзерниеки. Среди местных автодорог наиболее значимые — дороги V510 Зилупе — Диланы — Криванда и V538 Зилупе — Пасиене.

### Автобусное сообщение
Зилупе не имеет прямого автобусного сообщения с Ригой. Имеется всего один автобусный маршрут Терехово — Резекне — Терехово, курсирующий 1 раз в день.

### Железнодорожное сообщение
Станция Зилупе — конечная станция для ежедневного пассажирского маршрута Рига — Зилупе и пограничная для проходящих международных поездов Рига — Москва.

## Религия

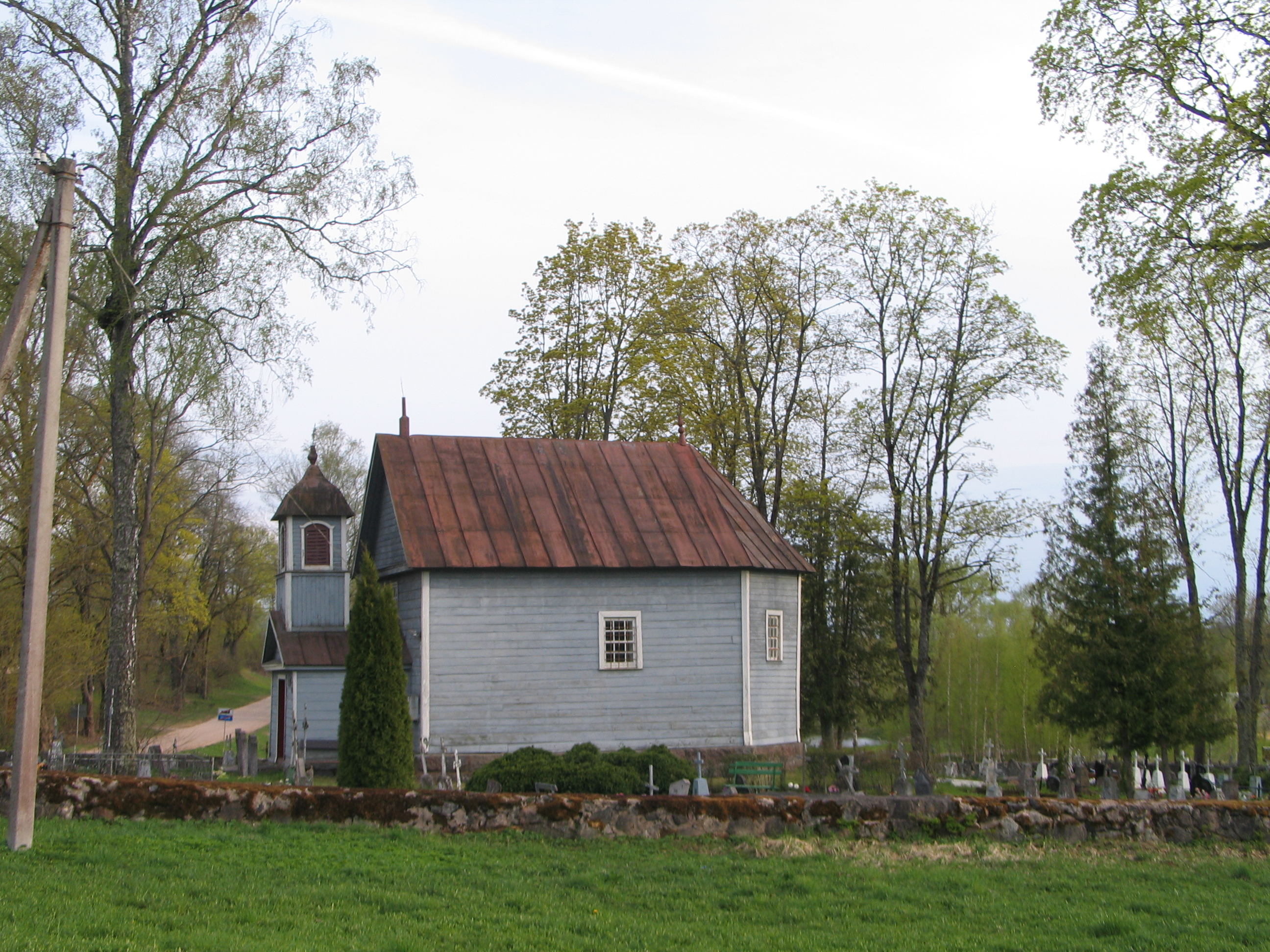
Савелинкская часовня

В довоенное время в Зилупе действовали католический, евангелическо-лютеранский и православный приходы. Памятником архитектуры начала XIX века является Савелинкская католическая часовня с тремя декоративными алтарями.

### Крестовоздвиженский храм

Крестовоздвиженский храм в Зилупе

После того, как в 1920 году часть Витебской губернии вошла в состав Латвийской Республики, православная община нашла временный приют в деревне Заболоцки, в доме крестьянина Петра Тимофеева. Там оборудовали временную церковь, освящённую во имя Креста Господня. Место под строительство более вместительного храма православным выделили в деревне Розеново (так называлось Зилупе до 1931 года), где местный житель Тимофей Захаренко подарил общине участок земли площадью более 2300 м². Вероятно, туда перевезли постройку Петра Тимофеева, предполагая при первой же возможности заменить её на новую — каменную церковь. Для её строительства были собраны средства, проект во владимиро-суздальском стиле разработал синодальный архитектор В. М. Шервинский, однако с приходом советской власти эту идею не удалось реализовать.
Церковь в старом здании действовала непрерывно до 2004 года, когда сгорела при пожаре. На её месте по сохранившемуся проекту В. М.  Шервинского возвели новый храм, который и был освящён 19 октября 2008 года.

### Ополевский источник
В деревне Ополи, в пяти километрах от Зилупе, находится родник, у которого предположительно в 1901 году чудесным образом исцелился слепой от рождения Дементий Казаков. По преданию, сделал он это, увидев во сне саму Богоматерь, повелевшую ему ополоснуть глаза целебной водой в Ополи. В память об этом Дементий поставил у источника большой поклонный крест с иконой Божией Матери, а в 1937 году прихожане Крестовоздвиженской церкви обратились к настоятелю храма отцу Владимиру Антипову с просьбой совершить водосвятие на источнике. По предложению отца Владимира на источнике поставили часовню, к которой в праздник Рождества Пресвятой Богородицы двинулся первый крестный ход с участием около полутора тысяч человек.
В 1940 году крестный ход в Ополи был запрещён новой властью, хотя молебен на источнике по-прежнему совершался. В 1960-е годы местный председатель колхоза решил убрать часовню и сделал это сам, так как все трактористы от этого отказались.
В 1994 году по благословению митрополита Рижского и всея Латвии Александра начались работы по восстановлению Ополевской часовни. 21 сентября 2000 года, в праздник Рождества Пресвятой Богородицы, по благословению митрополита состоялся и крестный ход к источнику. В настоящее время часовня над источником строится на бетонном фундаменте, с купальнями, чтобы паломники могли совершать не только обливание, но и омовение в ней.